# 米耶萨
米耶萨，是西班牙卡斯蒂利亚-莱昂萨拉曼卡省的一个市镇。 总面积35平方公里，总人口353人（2001年），人口密度10人/平方公里。